# Electrophaes chrysodeta
Electrophaes chrysodeta là một loài bướm đêm trong họ Geometridae.